# Spettroscopia di assorbimento atomico a vapori freddi
La spettroscopia di assorbimento atomico a vapori freddi, comunemente indicata con l'acronimo CVAAS (dall'inglese Cold Vapor Atomic Absorption Spectroscopy), è un tipo di spettroscopia di assorbimento atomico per la determinazione del mercurio.
Il campione, contenente sali di mercurio, viene fatto reagire con un riducente in modo analogo all'HGAAS, con NaBH4, o SnCl2 o SnSO4 in un sistema di reazione esterno allo spettrofotometro.
In questo modo, il mercurio presente si riduce a Hg0, volatile.
I vapori di Hg vengono convogliati in un'apposita cella di misura, di solito in quarzo.
Il mercurio, allo stato atomico viene irraggiato con una radiazione monocromatica prodotta da una lampada a mercurio, al fine di misurarne l'assorbimento.